# Joey Calderazzo
Joey Calderazzo est un pianiste américain né à New Rochelle (État de New York, États-Unis) le 27 février 1965.
Dès huit ans, il étudie le piano classique, et, en 1973, il étudie le jazz à la Juilliard School. S'intéressant au jazz, il étudie avec Jim McNeely et Richie Beirach en 1979, alors âgé de 14 ans. Devenu professionnel en 1983, il rejoint en tournée Michael Brecker en 1987. Par la suite, il accompagne les saxophonistes Bobby Watson, Bob Mintzer, Vincent Herring, Branford Marsalis, Andy Middleton et Rick Margitza, le violoniste John Blake ainsi que le bassiste Bruce Gertz.
En 1993, il publie son premier album en trio avec John Patitucci et Peter Erskine.
En 1999, il participe à l'enregistrement de la bande sonore du jeu SimCity 3000, développé par Maxis.
Inspiré d'Herbie Hancock et de McCoy Tyner, il déconstruit les thèmes par la profusion et la répétition, dans un discours parfaitement structuré. Son accompagnement est attentif à relancer par ses commentaires l'improvisation du soliste.
Hardbopper timide à ses débuts, il enrichit ce style au fil des ans par des apports divers et une recherche personnelle permanente.

## Discographie
- 1989 : Change up
- 1991 : On Green Dolphin Street
- 1991 : In the Door   (Blue Note)
- 1992 : New light (avec John Blake)
- 1992 : To Know One   (Blue Note)
- 1992 : Neves (avec Bruce Gertz)
- 1993 : The Traveler   (Blue Note)
- 1995 : Simply Music   (Lost Chart)
- 1995 : Secrets  (Audio Quest)
- 1996 : Our Standards   (Gowi)
- 1996 : Tales From the Hudson (avec Michael Brecker)
- 2000 : Joey Calderazzo   (Sony)
- 2003 : Haiku  (Marsalis Music)
- 2007 :  Amanecer